# Calligrapha apicalis
Calligrapha apicalis är en skalbaggsart som beskrevs av Notman 1919. Calligrapha apicalis ingår i släktet Calligrapha och familjen bladbaggar. Inga underarter finns listade i Catalogue of Life.